# Josip Mohorović
Josip Mohorović (Labin, voormalig Joegoslavie, 22 maart 1948) is een voormalig Kroatisch voetballer, die van juli 1968 tot en met december 1976 uitkwam voor HNK Rijeka. Hij stond van januari 1977 tot en met juni 1979 onder contract bij NAC Breda. In 1976/77, 1977/78 en 1978/79 eindigde hij met NAC achtereenvolgens als achtste, elfde en tiende van de achttien eredivisieclubs, steeds in de middenmoot.